# أندريا باولي
أندريا باولي رياضية لبنانية فازت في بطولة لبنان في التايكواندو عن فئة الكبار لخمس مواسم متتالية .
في عام 2007، ربحت أندريا البطولة اللبنانية للصغار وفي العام نفسه، فازت بالميدالية البرونزية في بطولة آسيا للصغار. بعد فوزها بهذه الميدالية، تمّ اختيارها للمشاركة في مخيم الألعاب الأولمبية في بيجين، حيث أعطت خلال هذا العام كل ما لديها وتحّدت الصعاب لتحقيق حلمها في الأولمبياد. فازت أندريا بالميدالية البرونزية في دورة الألعاب الآسيوية لعام 2010، وفي عام 2011، صنفت في المرتبة الثامنة في العالم. تمكنت أندريا من التأهل إلى الألعاب الأولمبية في لندن لاحتلالها المرتبة الثانية في تصفيات الألعاب الأولمبية الآسيوية التي جرت في تايلاند في عام 2011.
مثلت أندريا لبنان في التايكواندو في دورة الألعاب الأولمبية الصيفية لعام 2012 في لندن.
تدربت أندريا في مدرسة المون لا سال في عين سعادة، لبنان. وقد نالت ماجستير العلوم في إدارة ألعاب الرياضة من جامعة لوفبورو، حيث تهدف الآن إلى تطوير قطاع الرياضة. 

## روابط خارجية
- أندريا باولي على موقع TaekwondoData.com (الإنجليزية)
- أندريا باولي على موقع أوليمبيديا (الإنجليزية)